# Nazha El Khalidi
Nazha El-Khalidi (Laayoune, Saara Ocidental, 27 de dezembro de 1991) é jornalista e activista saharaui. Ela é membro da Equipe Media.
No dia 21 de agosto de 2016, ela foi presa na praia de Fem Lwad pela Gendarmerie Royale depois de gravar uma manifestação em apoio à autodeterminação do Saara Ocidental. Ela trabalhava para a televisão do Saara Ocidental.
A 4 de dezembro de 2018 ela foi presa novamente após transmitir outra manifestação via Facebook, sendo julgada a 20 de maio de 2019.